# Placar
Placar é uma revista brasileira especializada em esporte. Lançada em 1970 pela Editora Abril, foi comprada pela Editora Caras em junho de 2015 e readquirida pela Abril em outubro de 2016. Desde 2022, Placar é publicada pela Editora Score de São Paulo.

## História

### Primeira fase semanal
Seu primeiro número data de 20 de março de 1970 e, em sua primeira fase, a revista foi semanal, ao longo dos anos 1970 e 1980, e assim permaneceu até agosto de 1990. Lançada pouco antes da Copa do Mundo de 1970, para preencher a lacuna de uma publicação nacional sobre o esporte, a revista levantou como bandeira a estruturação e modernização do comando do futebol brasileiro. Pelé foi o personagem da capa da primeira edição, que vendeu quase duzentos mil exemplares e trouxe como brinde uma moeda cunhada em latão com a efígie do jogador. Em suas edições de número 23 e 24, ainda em 1970, série de reportagens de Michel Laurence e Narciso James, sob o nome de "A Falência dos Cartolas", propunha várias mudanças, entre elas a criação de um campeonato verdadeiramente nacional, o que foi adotado em 1971.
Em 1977 Placar defendeu a criação de uma segunda divisão para o Campeonato Brasileiro e, dez anos depois, apoiou a criação da Copa União, fornecendo, inclusive, o troféu entregue ao campeão.

### Consolidação
Logo no início, a revista foi um sucesso de vendas, chegando a vender mais de cem mil exemplares semanais durante a Copa do Mundo de 1970. Mas, com o final da competição, a vendagem despencou para uma média de quarenta mil exemplares. Para diminuir custos, em 1972 foi introduzido, a partir do número 131, um encarte em papel jornal que trazia o "Tabelão", conjunto de resultados e fichas técnicas que a própria revista chamava de "o Diário Oficial do futebol brasileiro". No encarte, vinham ainda as notícias mais "frescas", com a rodada do fim de semana, enquanto o miolo de revista trazia matérias menos pontuais, como perfis e reportagens sobre os jogos do meio da semana anterior. O encarte durou até o fim de 1974.
O que segurava as vendas da revista era a mesma Loteria Esportiva que depois viria a ser alvo de grande investigação por parte da revista. Com dicas para palpites e "bolões", em 1972, chegou a vender 250 mil exemplares de uma edição, "movida [pela Loteca]".

### Caso da Máfia da Loteria Esportiva
Em 1979, Milton Coelho da Graça, então diretor da Placar, comentou com Juca Kfouri, então editor de projetos especiais e que cuidava da seção sobre a Loteria Esportiva, que vinha notando algumas coincidências quando poucas pessoas ganhavam em um teste. A pedido de Milton, Juca foi a Brasília pedir para ver os bilhetes premiados, mas o pedido foi negado, com a alegação de sigilo bancário.
Nesse mesmo ano, Milton deixou a Abril, e Juca foi promovido a seu posto. Ainda com as suspeitas em relação à Loteria Esportiva, todo o fim de mês provocava a redação: "Quem é o macho para descobrir a sacanagem da Loteria Esportiva?" Mas ninguém se pronunciava. Em outra viagem a Brasília, pediu novamente para ver os cartões ganhadores. Desta vez, mostraram-lhe alguns: "Nego colocava jogo triplo em partida que se cravaria seco", conta Juca. "Corinthians x Juventus, triplo. Flamengo x Olaria, triplo. Vasco x Botafogo, Vasco. Atlético-PR x Coritiba, Coritiba. Inter x Livramento, triplo. Não é possível. Eles cravam triplo em jogo fácil e seco para jogo difícil. Tem alguma coisa estranha nisso."
Quando comentou suas suspeitas na redação, no dia seguinte, conseguiu um voluntário para a empreitada: Sérgio Martins. Juca deu a ele prazo de um ano, cumprido à risca: no número 648, de 22 de outubro de 1982, foi publicada extensa reportagem sobre o caso, com denúncias de corrupção e manipulação de resultados.
Nenhum dos 125 denunciados, entre jogadores, dirigentes, árbitros, técnicos e personalidades, foi preso. A loteria perdeu credibilidade, que nunca mais recuperou. Por ironia do destino, as vendas de Placar também sofreram com as consequências da reportagem, já que muitos compravam a revista justamente por causa de suas análises de cada teste.

### Fim das edições semanais
Outros esforços para se alcançar novos públicos foram feitos, como em 1984, quando a revista passou a abrir um espaço muito maior para outros esportes, que não o futebol. A experiência durou de abril a novembro, quando os outros esportes, assim como o slogan "Todos os esportes", saíram da capa, passando a receber menor atenção dentro da revista. A exceção foi a Fórmula 1, que manteve a cobertura característica da revista ao longo dos anos. No final de 1986 foi lançada Grid, "filhote" de Placar, revista dedicada ao automobilismo que continha a retrospectiva da temporada daquele ano. O segundo número da revista sairia em abril do ano seguinte, contendo um guia de 64 páginas da temporada de 1987, que foi acompanhada com revistas-pôster publicadas na semana seguinte a cada grande prêmio.
Em setembro de 1985, na edição número 800, a tradicional seção "Tabelão", que trazia resultados de vários campeonatos no Brasil e no mundo, foi extinta por ser muito cara de se fazer. Exatas 50 edições depois, em setembro de 1986, a seção voltou, graças a protestos de mais de 600 leitores por meio de cartas e telefonemas, de início destacando apenas o Campeonato Brasileiro de 1986, mas depois, aos poucos, estendendo-se a outros campeonatos. No início daquele ano. a revista adiou em um dia sua data de publicação, passando a fechar às segundas-feiras, em vez de nas noites de domingo, para dar um novo enfoque às matérias, que "[fugiriam] do que já fora apresentado na televisão, nas emissoras de rádio e nos jornais". Com as vendas estagnadas desde 1985, em setembro de 1988, mais uma tentativa, em formato maior, com tamanho maior, menos páginas e papel menos nobre, a chamada fase "Placar Mais". No início, ela passou a ser a revista mais vendida da Abril, embora desse prejuízo se vendesse demais, por isso a editora era obrigada a segurar a tiragem.
A boa fase não durou muito, já que a revista nunca vendeu muita publicidade, e o golpe fatal veio com o fracasso retumbante da seleção brasileira na Copa do Mundo de 1990, que veio a se somar às péssimas campanhas dos times grandes no Campeonato Paulista (a final daquele ano foi disputada entre Bragantino e Novorizontino) e à polêmica final do Campeonato Carioca, em que o título só foi decidido no "Tapetão". A Placar sempre tinha lucro com as edições comemorativas dos campeões estaduais. Naquele ano não houve essa alternativa, e a Abril decidiu parar de investir em uma revista semanal de futebol.
Depois de anos "mal das pernas" (entre 1979 e 1995, por exemplo, a revista só ficou no azul em três anos), houve cortes na redação, e a revista deixou de ser semanal. Isso apesar de, apenas um ano antes, o expediente da edição de número mil ter avisado que Placar chegava àquela marca "com saúde" e uma venda média de 127 mil exemplares.

### Fase de edições temáticas
O último número semanal foi o 1.051, apesar de a data da capa do número 1.052, um Guia do Campeonato Brasileiro de 1990, constar como uma semana depois da data da edição anterior. No editorial desta edição, o diretor editorial Juca Kfouri escreveu que "sempre que o aquecimento do futebol justificar, Placar estará nas bancas do país inteiro com edições especiais", mas a revista quase acabou por aí. O que a salvou foi o lançamento de uma edição especial, o número 1.053, sobre o cinquentenário de Pelé, que acabou sendo um sucesso, com a venda de 99 700 das cem mil revistas impressas. A edição especial valeu até um Prêmio Esso à Placar, o terceiro ganho pela revista.
O sucesso fez Kfouri propor à Abril manter uma linha de revistas temáticas, com redação "enxuta". A Abril aprovou a ideia, desde que não houvesse periodicidade, mas o cronograma para 1991 previa doze exemplares. "Fizemos as doze", conta Kfouri. "Ninguém dizia 'Placar, a revista mensal de futebol da Editora Abril', mas o fato é que ela era mensal. E passou a viver no azul." Só não houve edição numerada nos meses de dezembro de 1993, julho e agosto de 1994 e fevereiro de 1995. A revista manteve sua postura crítica em relação aos dirigentes do futebol brasileiro, o que levou o então presidente da Federação Paulista de Futebol, Eduardo José Farah, a proibir a entrada de fotógrafos da publicação no campo da final do Campeonato Brasileiro de 1991, entre Bragantino e São Paulo, em Bragança Paulista.
Durante a Copa do Mundo de 1994, foram lançadas edições especiais após cada jogo do Brasil. Produzidas diretamente no Brasil e em papel inferior, a curva de vendas, fraca na primeira edição, subiu consistentemente. A partir da quarta edição, as vendas já eram satisfatórias e a edição que comemorou o título brasileiro vendeu mais de quinhentas mil cópias. A série rendeu um superávit de quinhentos mil dólares.
Foi ainda nesse período que a revista teve seu maior preço facial: em agosto de 1993, ela custou 290 mil cruzeiros.

### "Futebol, sexo e rock n' roll"
Com esse sucesso, aliado à vitória do Brasil na Copa, a revista passou, a partir da edição de abril de 1995, por uma grande reformulação, pouco depois de comemorar seus 25 anos, que incluiu a saída de todos os jornalistas que colaboraram com a "encarnação" anterior, à exceção de Manoel Coelho e Paulo Vinicius Coelho. Foram três meses de preparativos. Foi investido aproximadamente um milhão de dólares, buscando jovens adultos como público-alvo. A aposta foi no slogan "Futebol, sexo e rock 'n roll". O formato da revista também mudou nessa fase, passando para 27,5 cm x 35,8 cm, e pela primeira vez em sua história a Placar vendeu assinaturas. O projeto gráfico foi assinado por Roger Black, um dos mais conceituados diretores de arte do mundo. A primeira edição da nova fase vendeu 237 mil exemplares, um recorde.
Pouco depois, Juca deixou não apenas a Placar, mas a Abril, justamente por interferências da diretoria no conteúdo da revista. Não interessava à editora continuar fazendo, em um encarte que vinha junto com a edição mensal, denúncias contra dirigentes do futebol, por medo de complicações nos contratos de transmissão de campeonatos pela TVA, do Grupo Abril. Roberto Civita, presidente da Abril, chegou a propor que Juca comprasse o título Placar, já que a revista não dava lucro e a editora ainda livrar-se-ia da possibilidade de mais processos, mas as negociações não foram adiante.  Segundo Kfouri, a Abril teria aumentado a pedida quando soube que Pelé seria sócio no negócio.
Ao longo dos anos seguintes, foram feitos ajustes visuais (como a diminuição do formato para 22,6 cm x 29,9 cm, em 1996) e de conteúdo e, aos poucos, as matérias voltaram a abordar o futebol como tema principal e não mais como um mero fio condutor.
Durante a Copa do Mundo de 1998, a Placar, a exemplo do que tinha feito na Copa anterior, decidiu-se por publicar edições especiais após os jogos do Brasil. Mas, desta vez, foram enviados vários profissionais para a França, país-sede, inclusive com a diagramação da revista sendo feita em solo francês. Foi um fiasco, pois os custos aumentaram demais, e as vendas diminuíram em relação a quatro anos antes.

### Segunda fase semanal e formato atual
Na edição de março de 2001, foi anunciado que a Placar voltaria a ser semanal, saindo todas as sextas-feiras a partir da edição de 10 de abril. Muitos leitores acharam que a revista demorava demais para chegar às bancas em relação à rodada do fim de semana e escreveram à redação solicitando a mudança, atendida a partir da edição de 19 de outubro. Contudo, não foi o suficiente para manter a periodicidade semanal, que durou até fevereiro do ano seguinte, quando a crise no futebol brasileiro (com CPIs e classificação para a Copa do Mundo de 2002 só na última partida), combinada com a decisão da Editora Abril de manter apenas revistas com altas margens de lucro, eliminasse a Placar semanal, que só recentemente começara a dar algum lucro modesto. "Futebol forte e sério, revista forte", escreveu por e-mail o diretor de redação Sérgio Xavier Filho a um leitor.
A partir daí, a Placar voltou às bancas esporadicamente, embora em maior quantidade do que no período "esporádico" anterior (segundo semestre de 1990), com suas lucrativas edições especiais. Cada especial, mesmo os simultâneos, tinha um número diferente. Em maio de 2003, contudo, a revista voltou a ser mensal e tem saído todos os meses desde então. Com isso, os especiais deixaram de seguir a numeração.
Em março de 2008 uma reportagem sobre a internação do comentarista e ex-jogador Casagrande causou polêmica, com jornalistas defendendo e criticando a postura da revista. Em sua edição de outubro de 2012 a revista colocou em sua capa uma montagem do jogador Neymar em uma cruz, sob o título "A Crucificação de Neymar". A capa foi criticada pela Conferência Nacional dos Bispos do Brasil por "ridicularizar a fé" com "mera finalidade comercial".
Com uma tiragem mensal em torno de 65 mil a 75 mil exemplares, o ano de 2008 representou o quinto consecutivo em que a revista fechou seu balanço no azul, algo impensável nas primeiras décadas da publicação. Em abril de 2013, foi implantado novo projeto gráfico, mantendo sua proposta editorial de textos mais "interpretativos". "Embora nós não tenhamos mais concorrência direta no segmento", afirmou o diretor de redação, Maurício Barros, referindo-se ao fim da Revista ESPN, "concorremos com todas as mídias que produzem conteúdo ligado ao futebol. Enquanto nas outras mídias você 'nada na superfície', a Placar é um 'mergulho'."
Ainda em 2013, a Placar ganhou os prêmios da Aceesp (Associação dos Cronistas Esportivos do Estado de São Paulo) de melhor revista do ano e de melhor matéria da imprensa escrita, pelo dossiê sobre casos de abuso sexual nas categorias de base do futebol brasileiro, "O lado sombrio da bola".

### Editora Caras
Em 2 de junho de 2015, a Editora Abril anunciou a venda de sete marcas para a Editora Caras, entre elas, a Placar.
A partir da edição lançada em agosto de 2015, a revista adotou um novo nicho de mercado, publicando, além de matérias e entrevistas sobre outros esportes além do futebol, com enfoque principal nos desportos olímpicos e paralímpicos. Neste período na Editora Caras, a revista lançou as seções "Resumão" (notas dos mais importantes acontecimentos esportivos do mês, separadas por data), "Agendão" (dia a dia dos esportes na TV) e "Aventuras na História dos Esportes" (fatos históricos dos esportes).
A fase contou ainda com a volta de publicações tradicionais sobre futebol, até então extintas (como a Edição dos Campeões e o Guia do 2.º Turno do Campeonato Brasileiro), além da ampliação dos guias da Libertadores e dos Estaduais, a remodelação da Bola de Prata em 2016, com a adição de novas categorias, a estreia do encarte "Livro do Mês" e a volta dos pôsteres encartados. Além destas, foram publicados diversos especiais de outros esportes (como Anuário da Fórmula 1, Campeões Mundiais de Todos os Esportes e as edições de Pódio Placar — revista encartada nas edições mensais entre fevereiro e agosto de 2016, dedicada aos esportes olímpicos e paralímpicos —, além do Dicionário Olímpico: 4999 Verbetes de A a Z).
Com a crise econômico-financeira que afetou o Brasil e a repulsa de parte dos leitores em relação aos demais esportes, a partir de setembro de 2016 a Placar voltou a ser dedicada exclusivamente ao futebol.

### Volta à Editora Abril
Na edição de novembro de 2016, foi anunciada a transferência da revista à sua antiga editora, a Abril, e a venda do prêmio Bola de Prata ao canal esportivo ESPN (ambas as negociações foram concretizadas em outubro). Já na edição de novembro, a Placar contou com a volta da seção "Tabelão".
Em novembro de 2022, Placar foi licenciada pela Editora Score de São Paulo.

## Logotipos

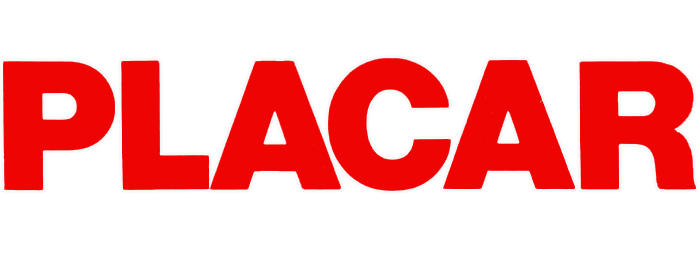
Período: Setembro/1984 a Janeiro/1986. Criação: Editora Abril.
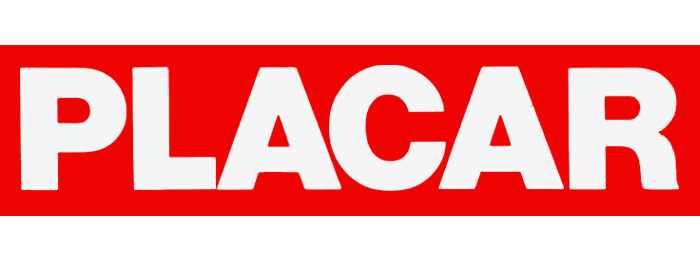
Período: Janeiro/1986 a Dezembro/1986; Setembro/1987 a Agosto/1988. Criação: Editora Abril.
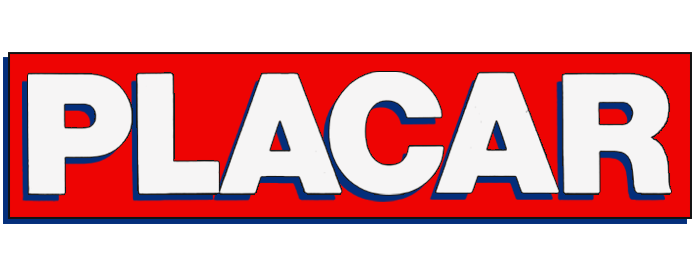
Período: Janeiro/1987 a Setembro/1987. Criação: Editora Abril.
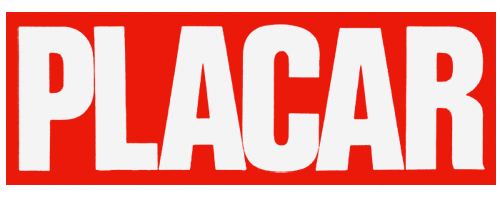
Período: Setembro/1988 a Março/1995. Criação: Editora Abril.
Período: Janeiro/2006 a Janeiro/2017. Criação: Rodrigo Maroja (intervenção sobre obra de Roger Black)
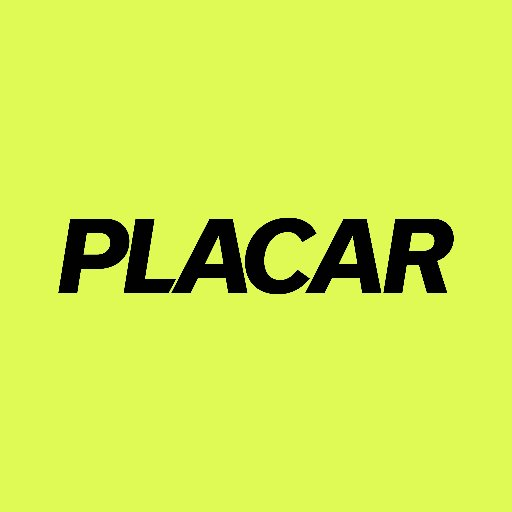
Período: Desde Fevereiro/2017 Criação: Danilo Braga (Editora Abril)

## Especiais e prêmios
Desde os anos 1980, a Placar criou uma tradição de especiais, como os guias da Copa do Mundo e do Campeonato Brasileiro, ambos publicados desde 1990 em edições especiais, além da Edição dos Campeões, publicada desde 1980.
Entre as Copas do Mundo de 1994 e 2006, e a partir da Copa de 2014, a revista publicou edições especiais após cada partida da Seleção Brasileira no torneio. Para a Copa de 2010, entretanto, a revista aproveitou a publicação de seu jornal, que passou a ser diário durante a duração do evento.

### Bola de Prata
A Placar, ao fim de todo Brasileirão, concede o troféu Bola de Prata, escolhendo os melhores jogadores (por posição) do campeonato. Para fazer isso, todos os jogos são vistos por jornalistas, que dão notas. As melhores médias levam o prêmio, assim como o artilheiro do campeonato. A melhor média de todas leva a Bola de Ouro. O troféu foi idealizado em 1970, no primeiro ano da revista, e, na ausência do Campeonato Brasileiro, julgou o Robertão. Quem teve a ideia foi o jornalista Michel Laurence, que se inspirou nos prêmios dados por revistas europeias (especialmente o Ballon D'Or, da revista francesa France Football), e foi acompanhado na proposta pelo fotógrafo Manoel Motta. A ideia da Bola de Ouro só viria três anos depois, e Pelé foi considerado hors concours para o prêmio, assim como já o era para a Bola de Prata. O jogador que mais vezes foi premiado foi Zico, com cinco Bolas de Prata, duas de Ouro e duas como artilheiro. Em 2012 Neymar foi considerado hors-concours pela revista, ao lado de Pelé.
Em outubro de 2016, a Editora Caras vende os direitos do prêmio Bola de Prata ao canal esportivo ESPN.

### Edição dos Campeões
Em 1980, foi instituída a Edição dos Campeões, que trazia reportagens e pôsteres dos campeões estaduais assim que esses campeonatos eram concluídos. Em 1989, a edição passou a abordar também os campeões brasileiro e da Copa do Brasil, assim como títulos importantes conquistados por clubes ou pela Seleção no Exterior.
A partir de 1995, com o novo projeto gráfico, as reportagens foram abolidas, e a Edição dos Campeões passou a trazer apenas pôsteres sem os grampos, sendo todos em papel mais nobre e não mais apenas os dos campeões dos principais torneios. Em 2006, foram incluídos campeões de campeonatos europeus. Quatro anos depois, o especial foi encartado na edição especial da Bola de Prata e deixou de apresentar os campeões europeus. Este formato durou até 2013, já que em 2014 a Edição dos Campeões não foi publicada: somente seus pôsteres foram disponibilizados gratuitamente no site da revista.
O especial ressurgiu em 2015, durante a fase na Editora Caras, com os pôsteres dos campeões do Brasil e uma novidade: além dos clubes de futebol profissional, foram publicados dos campeões do futebol feminino, futsal e categoria de base. O ano de 2016 contou com a volta da Edição dos Campeões Estaduais, com um formato ainda maior.

### Time dos Sonhos
A Placar realiza, de tempos em tempos, a eleição do "Time dos Sonhos" dos principais clubes brasileiros. Foram feitas eleições em 1982, 1994 e 2006.

### Chuteira de Ouro
A revista também concede a Chuteira de Ouro, dada ao maior artilheiro do futebol brasileiro em cada ano. Os gols têm "peso" diferenciado (gols pela Seleção e na Libertadores têm peso 2, enquanto estaduais têm 1 ou 2 dependendo da importância do futebol do estado).

### Jornal Placar
Em outubro de 2008, Placar anunciou o lançamento, para o mês seguinte, do Jornal Placar, de distribuição gratuita em dias úteis e 70 mil exemplares de tiragem. Com a primeira edição em 10 de novembro, a distribuição deu-se em conjunto com a do jornal gratuito Destak. Foram 22 edições e mais de 1,5 milhão de exemplares distribuídos durante um período experimental que se encerrou em 9 de dezembro. "Se os anunciantes entenderem que o jornal está sendo bem percebido e, consequentemente, seus anúncios lidos, é porque deu certo", garante Sérgio Xavier Filho, diretor de redação da revista e do jornal. Na última edição dessa fase de testes, o período foi tratado como "primeira fase e a segunda fase foi anunciada para 2009.
A maior discussão sobre o jornal, porém, foi uma notícia publicada em 27 de novembro, que tratava a contratação de Ronaldo pelo Corinthians como piada. Na última edição do jornal, nova brincadeira no editorial: "Se Ronaldo Fenômeno não desembarcará no Corinthians, por que enganar o leitor?", escreveu o diretor de redação Sérgio Xavier Filho. Quando a contratação foi anunciada pelo clube, em 9 de dezembro, o jornal teve de publicar uma retratação em seu site (já que não haveria edição no dia seguinte). "Ronaldo Fenômeno no Corinthians? Placar brincou com essa possibilidade, fez piadinha e… quebrou a cara", escreveu Sérgio Xavier no blog da redação. "Jornalisticamente, só podemos dar a mão a palmatória e aceitar a tiração de onda que já acontece no Orkut. Tínhamos informação de patrocinadores de Ronaldo que ele ficaria no Flamengo, que não havia possibilidade alguma de um desembarque no Parque São Jorge. Informação que não se confirmou. Falha nossa." Entre as duas retratações publicadas no sítio de Placar, houve mais de oitocentos comentários de leitores em menos de 24 horas.
Apenas em março de 2009 foi confirmado que o Jornal Placar voltaria, de fato, nos mesmos moldes do ano anterior, desta vez com a contratação de uma pequena redação e a tiragem um pouco maior: oitenta mil exemplares. O jornal manteve-se diário por algum tempo, passando depois a sair apenas às segundas e sextas-feiras. Quando da Copa do Mundo de 2010, a periodicidade passou a ser diária, incluindo fins de semana, apesar de não ter havido edição no domingo anterior à final, mesmo sendo ele dia seguinte a duas partidas das quartas de final. Após a Copa, o jornal deixou de ser gratuito e passou a sair apenas às segundas-feiras, custando um real. A última edição saiu em dezembro de 2010, depois da entrega do prêmio Bola de Prata do Campeonato Brasileiro de 2010, e a publicação foi oficialmente cancelada em janeiro de 2011, tendo retornado durante a Olimpíada de 2012.

### CD dos Hinos
Em 1996, a Placar editou a edição especial "O Som da Galera", que vinha junto de um CD com gravações de vários hinos de futebol brasileiros nos estilos musicais de variados artistas. Em 2004, foi realizada uma segunda edição, dessa vez garantindo que todos os cantores estivessem com os times para que torcem, para evitar repetir discrepâncias como o flamenguista Toni Garrido gravando o hino do Corinthians.
Lista de faixas (1996)
1. Rap das Torcidas (Sandra de Sá, Toni Garrido, Pierre Aderne, Fausto Fawcett, Damas do Rap, Leléo, Roney Marruda, Gabriel O Pensador, Tito, Alceu Valença, Lenine)
2. America (Tim Maia)
3. Corinthians (Toni Garrido)
4. Flamengo (Herbert Vianna, Neguinho da Beija-Flor, Falcão, MC Júnior & MC Leonardo)
5. Santos (Paulo Miklos)
6. São Paulo (Roger)
7. Internacional (Kleiton & Kledir)
8. Cruzeiro (Virna Lisi)
9. Bahia (Ricardo Chaves, Gerônimo, Tonho Matéria, Silvinha Torres, Jussara Silveira)
10. Vasco da Gama (Luiz Melodia, Fernanda Abreu, Celso Blues Boy, Pierre Aderne)
11. Fluminense (Evandro Mesquita, Fausto Fawcett, Toni Platão)
12. Botafogo (Ed Motta, Beth Carvalho, Cláudio Zoli, Eduardo Dusek)
13. Palmeiras (João Gordo)
14. Atlético (João Penca & Seus Miquinhos Amestrados)
15. Grêmio (Vítor Ramil)
16. Vitória (Baiano e os Novos Caetanos)

Lista de faixas (2004)
1. Hino do Cruzeiro (Samuel Rosa)
2. Hino do Vasco da Gama (Paulinho da Viola / Los Hermanos)
3. Hino do Palmeiras (Branco Mello / Simoninha / Igor Cavalera)
4. Hino do Botafogo (Zeca Pagodinho)
5. Hino do Bahia (Caetano Veloso / Gilberto Gil / Gal Costa / Maria Bethânia)
6. Hino do Atlético Mineiro (Tianastácia / Rogério Flausino)
7. Hino do São Paulo (Dinho Ouro Preto / Ira!)
8. Hino do Vitória (Daniela Mercury)
9. Hino do Flamengo (Herbert Vianna / Gabriel O Pensador)
10. Hino do Corinthians (Negra Li / Paula Lima / Rappin Hood / Xis)
11. Hino do Fluminense (Paulo Ricardo)
12. Hino do Internacional (Comunidade Nin-Jitsu / Acústicos e Valvulados)
13. Hino do Santos (Arnaldo Antunes)
14. Hino do Grêmio (Chimarruts / Borghettinho)
15. Hino do Fortaleza (Fagner)
16. Hino do Goiás (Zezé Di Camargo)

## Quem já passou pela revista ou para ela escreveu
| - Arnaldo Junqueira de Souza Ribeiro - André Rizek - Bussunda (colunista) - Breiller Pires - Celso Unzelte - Conceição Cahú (ilustradora) - Henfil (ilustrador) - João Saldanha (colunista) - Juca Kfouri - Laerte (ilustradora) | - Marcelo Duarte - Marcelo Rezende - Marco Bianchi - Mauro Cezar Pereira - Michel Laurence - Paulo Vinícius Coelho - Sandro Moreyra (colunista) - Sergio Xavier Filho - Tim Lopes |

## Prêmios
Prêmio ExxonMobil de Jornalismo (Esso)
- 1997: Esso de Criação Gráfica, na categoria revista, concedido a Lenora de Barros e Renata Zincone, pela obra "Onde vocês vão?"[59]